# Szymon Tatar (młodszy)
Szymon Tatar młodszy (ur. w 1854 w Zakopanem, zm. w 1917  tamże?) – polski góral, przewodnik tatrzański i ratownik górski, bratanek Szymona Tatara starszego, syn Jana Tatara, brat Józefa Tatara.
Uprawnienia przewodnickie pierwszej klasy otrzymał w 1886 r. Wraz ze stryjem brał udział w wycieczkach Tytusa Chałubińskiego, przewodził także Władysławowi Kulczyńskiemu podczas pierwszego wejścia od północy na Kozi Wierch (1893, dzisiejszym Żlebem Kulczyńskiego). Prawdopodobnie był też myśliwym. Ok. 1891 r. wszedł na Kościelcową Przełęcz, a przed 1902 r. przeszedł przez Mylną Przełęcz.
Od początku funkcjonowania Tatrzańskiego Ochotniczego Pogotowia Ratunkowego w 1909 r. należał do jego członków i brał udział w wyprawach ratunkowych jeszcze przed formalnym utworzeniem towarzystwa. Pełnił też funkcję strażnika leśnego w dobrach Władysława Zamoyskiego. Podczas I wojny światowej wykonywał prace Towarzystwa Tatrzańskiego na terenie Tatr.